# Connaught Bs
Chronologie des modèles (1955)
Connaught A Connaught B
La Connaught Bs est une monoplace de Formule 1 conçue par Rodney Clarke en 1955 ayant couru le Grand Prix automobile de Grande-Bretagne 1955 avec Ken McAlpine, Jack Fairman et Leslie Marr. 

## Historique
La Connaught Bs est une monoplace de Formule 1 conçue par Rodney Clarke en 1955. La Bs se situe dans la lignée des Mercedes W196 et autres monoplaces carrossées.
Ken McAlpine, Jack Fairman et Leslie Marr disputent le Grand Prix automobile de Grande-Bretagne 1955 à son volant ; qualifiés  respectivement dix-septième, vingt-et-unième et dix-neuvième , ils abandonnent tous trois sur des problèmes techniques.
Piero Scotti devait engager un châssis pour le Grand Prix automobile de France 1956 mais y renonça.